# Torneo de Roland Garros 1977
La edición 76.ª de los Internacionales de Francia de Roland Garros se celebró  entre el 23 de mayo y el 5 de junio de 1977 en las pistas del Stade Roland Garros de París, Francia.
El cuadro individual masculino lo iniciaron 128 tenistas,  mientras que el cuadro individual femenino comenzó con 64 tenistas.

## Hechos destacados
En la competición individual masculina se impuso el argentino Guillermo Vilas, logrando así su único título en Roland Garros  al vencer en la final al estadounidense Brian Gottfried.
En la competición individual femenina la victoria fue para la yugoslava Mima Jaušovec, que logró así su único título en un torneo de Gran Slam, al derrotar en la final a la rumana Florenta Mihai.
En esta edición debutó en el torneo el tenista francés Yannick Noah, que lograría alzarse con el título en la edición de 1983.

## Palmarés
|                      | Vencedor                        | Resultado          | Finalista                  | Finalista |
| -------------------- | ------------------------------- | ------------------ | -------------------------- | --------- |
| Individual masculino | Guillermo Vilas                 | 6-0, 6-3, 6-0      | Brian Gottfried            |           |
| Individual femenino  | Mima Jaušovec                   | 6-2, 6-7, 6-1      | Florenta Mihai             |           |
| Dobles masculino     | Brian Gottfried Raúl Ramírez    | 7-6, 4-6, 6-3, 6-4 | Wojtek Fibak Jan Kodeš     |           |
| Dobles femenino      | Regina Maršíková Pam Teeguarden | 5-7, 6-4, 6-2      | Rayni Fox Helen Gourlay    |           |
| Dobles mixto         | Mary Carillo John McEnroe       | 7-6, 6-3           | Florenta Mihai Ivan Molina |           |

## Cabezas de serie
| N° | Jugador            | Resultado                   | Resultado           |
| 1  | Ilie Năstase       | Cuartos de final batido por | Brian Gottfried (5) |
| 2  | Adriano Panatta    | Cuartos de final batido por | Raúl Ramírez (6)    |
| 3  | Guillermo Vilas    | Victoria sobre              | Brian Gottfried (5) |
| 4  | Eddie Dibbs        | 2ª ronda batido por         | Rolf Norberg        |
| 5  | Brian Gottfried    | Final batido por            | Guillermo Vilas (3) |
| 6  | Raúl Ramírez       | Semifinal batido por        | Guillermo Vilas (3) |
| 7  | Harold Solomon     | 4ª ronda batido por         | José Higueras       |
| 8  | Antonio Muñoz      | 2ª ronda batido             | Rolf Gehring        |
| 9  | Wojtek Fibak       | Cuartos de final batido por | Guillermo Vilas (3) |
| 10 | Stan Smith         | 4ªronda batido por          | Guillermo Vilas (3) |
| 11 | Corrado Barazzutti | 1ª ronda batido por         | Hans Gildemeister   |
| 12 | Robert Lutz        | 1ª ronda batido por         | Patrick Proisy      |
| 13 | Jan Kodes          | 4ª ronda batido por         | Ilie Năstase (1)    |
| 14 | Jaime Fillol       | 1ª ronda batido por         | Vladimir Zednik     |
| 15 | Balázs Taróczy     | 3ª ronda batido por         | Phil Dent           |
| 16 | François Jauffret  | 2 ronda batido por          | John Yuill          |

| N° | Jugadora         | Resultado                   | Resultado            |
| 1  | Mima Jaušovec    | Victoria sobre              | Florenta Mihai       |
| 2  | Kathy May        | Cuartos de final batida por | Janet Newberry (7)   |
| 3  | Helga Masthoff   | 3ª ronda batida por         | Florenta Mihai       |
| 4  | Regina Maršíková | Semifinal batida por        | Mima Jaušovec (1)    |
| 5  | Renáta Tomanová  | Cuartos de final batida por | Regina Maršíková (4) |
| 6  | Lesley Hunt      | 1ª ronda batida por         | Viviana González     |
| 7  | Janet Newberry   | Semifinal batida por        | Florenta Mihai       |
| 8  | Nancy Richey     | 3ª ronda batida por         | Pam Teeguarden       |

## Cuadros finales

### Categoría senior

#### Torneo individual masculino
|  | Cuartos de final | Cuartos de final | Cuartos de final | Cuartos de final | Cuartos de final | Cuartos de final | Cuartos de final |                 |   | Semifinales     | Semifinales | Semifinales | Semifinales | Semifinales |  |   | Final           | Final | Final | Final | Final |  |
|  |                  |                  |                  |                  |                  |                  |                  |                 |   |                 |             |             |             |             |  |   |                 |       |       |       |       |  |
|  |                  |                  |                  |                  |                  |                  |                  |                 |   |                 |             |             |             |             |  |   |                 |       |       |       |       |  |
|  | 1                | Ilie Năstase     | 6                | 6                | 2                | 2                | 3                |                 |   |                 |             |             |             |             |  |   |                 |       |       |       |       |  |
|  | 1                | Ilie Năstase     | 6                | 6                | 2                | 2                | 3                |                 |   |                 |             |             |             |             |  |   |                 |       |       |       |       |  |
|  | 5                | Brian Gottfried  | 4                | 3                | 6                | 6                | 6                |                 |   |                 |             |             |             |             |  |   |                 |       |       |       |       |  |
|  | 5                | Brian Gottfried  | 4                | 3                | 6                | 6                | 6                |                 | 5 | Brian Gottfried | 7           | 6           | 7           |             |  |   |                 |       |       |       |       |  |
|  |                  |                  |                  |                  |                  |                  |                  |                 | 5 | Brian Gottfried | 7           | 6           | 7           |             |  |   |                 |       |       |       |       |  |
|  |                  |                  |                  | Phil Dent        | 6                | 3                | 5                |                 |   |                 |             |             |             |             |  |   |                 |       |       |       |       |  |
|  | Phil Dent        | Phil Dent        | 6                | Phil Dent        | 6                | 3                | 5                | 6               | 3 | 6               | 6           |             |             |             |  |   |                 |       |       |       |       |  |
|  | Phil Dent        | Phil Dent        | 6                |                  |                  |                  |                  |                 |   |                 | 6           |             |             |             |  |   |                 |       |       |       |       |  |
|  | José Higueras    | José Higueras    | 1                | 3                | 6                | 7                | 3                |                 |   |                 |             |             |             |             |  |   |                 |       |       |       |       |  |
|  | José Higueras    | José Higueras    | 1                | 3                | 6                | 7                | 3                |                 |   |                 |             |             |             |             |  | 5 | Brian Gottfried | 0     | 3     | 0     |       |  |
|  |                  |                  |                  |                  |                  |                  |                  |                 |   |                 |             |             |             |             |  | 5 | Brian Gottfried | 0     | 3     | 0     |       |  |
|  |                  |                  | 3                | Guillermo Vilas  | 6                | 6                | 6                |                 |   |                 |             |             |             |             |  |   |                 |       |       |       |       |  |
|  | 9                | Wojtek Fibak     | 3                | Guillermo Vilas  | 6                | 6                | 6                | 4               | 0 | 4               |             |             |             |             |  |   |                 |       |       |       |       |  |
|  | 9                | Wojtek Fibak     |                  |                  |                  |                  |                  |                 |   | 4               |             |             |             |             |  |   |                 |       |       |       |       |  |
|  | 3                | Guillermo Vilas  | 6                | 6                | 6                |                  |                  |                 |   |                 |             |             |             |             |  |   |                 |       |       |       |       |  |
|  | 3                | Guillermo Vilas  | 6                | 6                | 6                |                  | 3                | Guillermo Vilas | 6 | 6               | 6           |             |             |             |  |   |                 |       |       |       |       |  |
|  |                  |                  |                  |                  |                  |                  |                  | Guillermo Vilas | 6 | 6               | 6           |             |             |             |  |   |                 |       |       |       |       |  |
|  |                  |                  | 6                | Raúl Ramírez     | 2                | 0                | 3                |                 |   |                 |             |             |             |             |  |   |                 |       |       |       |       |  |
|  | 6                | Raúl Ramírez     | 6                | Raúl Ramírez     | 2                | 0                | 3                | 7               | 6 | 7               |             |             |             |             |  |   |                 |       |       |       |       |  |
|  | 6                | Raúl Ramírez     |                  |                  |                  |                  |                  |                 |   | 7               |             |             |             |             |  |   |                 |       |       |       |       |  |
|  | 2                | Adriano Panatta  | 6                | 3                | 5                |                  |                  |                 |   |                 |             |             |             |             |  |   |                 |       |       |       |       |  |
|  | 2                | Adriano Panatta  | 6                | 3                | 5                |                  |                  |                 |   |                 |             |             |             |             |  |   |                 |       |       |       |       |  |
|  |                  |                  |                  |                  |                  |                  |                  |                 |   |                 |             |             |             |             |  |   |                 |       |       |       |       |  |

#### Torneo individual  femenino
|  | Cuartos de final | Cuartos de final | Cuartos de final | Cuartos de final | Cuartos de final |               |                | Semifinales | Semifinales | Semifinales | Semifinales | Semifinales |  |   | Final         | Final | Final | Final | Final |  |
|  |                  |                  |                  |                  |                  |               |                |             |             |             |             |             |  |   |               |       |       |       |       |  |
|  |                  |                  |                  |                  |                  |               |                |             |             |             |             |             |  |   |               |       |       |       |       |  |
|  | 1                | Mima Jaušovec    | 7                | 6                |                  |               |                |             |             |             |             |             |  |   |               |       |       |       |       |  |
|  | 1                | Mima Jaušovec    | 7                | 6                |                  |               |                |             |             |             |             |             |  |   |               |       |       |       |       |  |
|  |                  | Pam Teeguarden   | 5                | 4                |                  |               |                |             |             |             |             |             |  |   |               |       |       |       |       |  |
|  |                  | Pam Teeguarden   | 5                | 4                | 1                | Mima Jaušovec | 6              | 3           | 6           |             |             |             |  |   |               |       |       |       |       |  |
|  |                  |                  |                  |                  |                  | Mima Jaušovec | 6              | 3           | 6           |             |             |             |  |   |               |       |       |       |       |  |
|  |                  |                  | 4                | Regina Maršíková | 1                | 6             | 3              |             |             |             |             |             |  |   |               |       |       |       |       |  |
|  | 4                | Regina Maršíková | 4                | Regina Maršíková | 1                | 6             | 3              | 7           | 6           | 6           |             |             |  |   |               |       |       |       |       |  |
|  | 4                | Regina Maršíková |                  |                  |                  |               |                |             |             | 6           |             |             |  |   |               |       |       |       |       |  |
|  | 5                | Renata Tomanová  | 6                | 7                | 3                |               |                |             |             |             |             |             |  |   |               |       |       |       |       |  |
|  | 5                | Renata Tomanová  | 6                | 7                | 3                |               |                |             |             |             |             |             |  | 1 | Mima Jaušovec | 6     | 6     | 6     |       |  |
|  |                  |                  |                  |                  |                  |               |                |             |             |             |             |             |  | 1 | Mima Jaušovec | 6     | 6     | 6     |       |  |
|  |                  |                  |                  | Florenţa Mihai   | 2                | 7             | 1              |             |             |             |             |             |  |   |               |       |       |       |       |  |
|  |                  | Linky Boshoff    | 3                | Florenţa Mihai   | 2                | 7             | 1              | 6           | 5           |             |             |             |  |   |               |       |       |       |       |  |
|  |                  |                  |                  |                  |                  |               |                | 6           | 5           |             |             |             |  |   |               |       |       |       |       |  |
|  |                  | Florenţa Mihai   | 6                | 4                | 7                |               |                |             |             |             |             |             |  |   |               |       |       |       |       |  |
|  |                  | Florenţa Mihai   | 6                | 4                | 7                |               | Florenţa Mihai | 7           | 6           |             |             |             |  |   |               |       |       |       |       |  |
|  |                  |                  |                  |                  |                  |               | Florenţa Mihai | 7           | 6           |             |             |             |  |   |               |       |       |       |       |  |
|  |                  |                  | 7                | Janet Newberry   | 6                | 3             |                |             |             |             |             |             |  |   |               |       |       |       |       |  |
|  | 7                | Janet Newberry   | 7                | Janet Newberry   | 6                | 3             | 6              | 5           | 6           |             |             |             |  |   |               |       |       |       |       |  |
|  | 7                | Janet Newberry   |                  |                  |                  |               |                |             |             |             |             |             |  |   |               |       |       |       |       |  |
|  | 2                | Kathy May        | 4                | 7                | 2                |               |                |             |             |             |             |             |  |   |               |       |       |       |       |  |
|  | 2                | Kathy May        | 4                | 7                | 2                |               |                |             |             |             |             |             |  |   |               |       |       |       |       |  |
|  |                  |                  |                  |                  |                  |               |                |             |             |             |             |             |  |   |               |       |       |       |       |  |

#### Torneo dobles femenino
|  | Cuartos de final                | Cuartos de final                | Cuartos de final               | Cuartos de final               | Cuartos de final |   |                                 | Semifinales                     | Semifinales | Semifinales | Semifinales | Semifinales |                                 |                                 | Final | Final | Final | Final | Final |  |
|  |                                 |                                 |                                |                                |                  |   |                                 |                                 |             |             |             |             |                                 |                                 |       |       |       |       |       |  |
|  |                                 |                                 |                                |                                |                  |   |                                 |                                 |             |             |             |             |                                 |                                 |       |       |       |       |       |  |
|  |                                 | Regina Marsiková Pam Teeguarden | 7                              | 5                              | 6                |   |                                 |                                 |             |             |             |             |                                 |                                 |       |       |       |       |       |  |
|  |                                 |                                 |                                |                                |                  |   |                                 |                                 |             |             |             |             |                                 |                                 |       |       |       |       |       |  |
|  | 1                               | Linky Boshoff Ilana Kloss       | 6                              | 7                              | 4                |   |                                 |                                 |             |             |             |             |                                 |                                 |       |       |       |       |       |  |
|  | 1                               | Linky Boshoff Ilana Kloss       | 6                              | 7                              | 4                |   | Regina Marsiková Pam Teeguarden | Regina Marsiková Pam Teeguarden | 6           | 7           |             |             |                                 |                                 |       |       |       |       |       |  |
|  |                                 |                                 |                                |                                |                  |   | Regina Marsiková Pam Teeguarden | Regina Marsiková Pam Teeguarden | 6           | 7           |             |             |                                 |                                 |       |       |       |       |       |  |
|  |                                 |                                 | Cynthia Seiler Raquel Giscafré | Cynthia Seiler Raquel Giscafré | 3                | 5 |                                 |                                 |             |             |             |             |                                 |                                 |       |       |       |       |       |  |
|  | Cynthia Seiler Raquel Giscafré  | Cynthia Seiler Raquel Giscafré  | Cynthia Seiler Raquel Giscafré | Cynthia Seiler Raquel Giscafré | 3                | 5 | 7                               | 6                               |             |             |             |             |                                 |                                 |       |       |       |       |       |  |
|  | Cynthia Seiler Raquel Giscafré  | Cynthia Seiler Raquel Giscafré  |                                |                                |                  |   |                                 |                                 |             |             |             |             |                                 |                                 |       |       |       |       |       |  |
|  | Mary Hamm Candy Reynolds        | Mary Hamm Candy Reynolds        | 6                              | 2                              |                  |   |                                 |                                 |             |             |             |             |                                 |                                 |       |       |       |       |       |  |
|  | Mary Hamm Candy Reynolds        | Mary Hamm Candy Reynolds        | 6                              | 2                              |                  |   |                                 |                                 |             |             |             |             | Regina Marsiková Pam Teeguarden | Regina Marsiková Pam Teeguarden | 5     | 6     | 6     |       |       |  |
|  |                                 |                                 |                                |                                |                  |   |                                 |                                 |             |             |             |             | Regina Marsiková Pam Teeguarden | Regina Marsiková Pam Teeguarden | 5     | 6     | 6     |       |       |  |
|  |                                 |                                 | Rayni Fox Helen Gourlay        | Rayni Fox Helen Gourlay        | 7                | 4 | 2                               |                                 |             |             |             |             |                                 |                                 |       |       |       |       |       |  |
|  | Christine Matison Pam Whytcross | Christine Matison Pam Whytcross | Rayni Fox Helen Gourlay        | Rayni Fox Helen Gourlay        | 7                | 4 | 2                               | 6                               | 2           | 4           |             |             |                                 |                                 |       |       |       |       |       |  |
|  | Christine Matison Pam Whytcross | Christine Matison Pam Whytcross |                                |                                |                  |   |                                 |                                 |             | 4           |             |             |                                 |                                 |       |       |       |       |       |  |
|  | Lesley Charles Sue Mappin       | Lesley Charles Sue Mappin       | 4                              | 6                              | 6                |   |                                 |                                 |             |             |             |             |                                 |                                 |       |       |       |       |       |  |
|  | Lesley Charles Sue Mappin       | Lesley Charles Sue Mappin       | 4                              | 6                              | 6                |   | Lesley Charles Sue Mappin       | Lesley Charles Sue Mappin       | 6           | 3           | 6           |             |                                 |                                 |       |       |       |       |       |  |
|  |                                 |                                 |                                |                                |                  |   | Lesley Charles Sue Mappin       | Lesley Charles Sue Mappin       | 6           | 3           | 6           |             |                                 |                                 |       |       |       |       |       |  |
|  |                                 |                                 | Rayni Fox Helen Gourlay        | Rayni Fox Helen Gourlay        | 4                | 6 | 8                               |                                 |             |             |             |             |                                 |                                 |       |       |       |       |       |  |
|  | Mary Carrillo Diane Evers       | Mary Carrillo Diane Evers       | Rayni Fox Helen Gourlay        | Rayni Fox Helen Gourlay        | 4                | 6 | 8                               | 5                               | 5           |             |             |             |                                 |                                 |       |       |       |       |       |  |
|  | Mary Carrillo Diane Evers       | Mary Carrillo Diane Evers       |                                |                                |                  |   |                                 |                                 |             |             |             |             |                                 |                                 |       |       |       |       |       |  |
|  | Rayni Fox Helen Gourlay         | Rayni Fox Helen Gourlay         | 7                              | 7                              |                  |   |                                 |                                 |             |             |             |             |                                 |                                 |       |       |       |       |       |  |
|  | Rayni Fox Helen Gourlay         | Rayni Fox Helen Gourlay         | 7                              | 7                              |                  |   |                                 |                                 |             |             |             |             |                                 |                                 |       |       |       |       |       |  |
|  |                                 |                                 |                                |                                |                  |   |                                 |                                 |             |             |             |             |                                 |                                 |       |       |       |       |       |  |